# Jakob Signer
Jakob Signer (* 28. September 1835 in Herisau; † 6. Februar 1915 in Bern; heimatberechtigt in Stein) war ein Schweizer Unternehmer und Politiker aus dem Kanton Appenzell Ausserrhoden.

## Leben
Jakob Signer war ein Sohn von Johann Jakob Signer, Appreturbesitzer, und Anna Elisabeth Müller. Im Jahr 1859 heiratete er Kleopha August Scheitlin, Tochter von Johann Scheitlin, Besitzer einer Bleicherei in Bruggen.
Signer absolvierte eine Berufsausbildung im Ausland. 1856 trat er in die väterliche Firma ein. Er übernahm nach 1860 die Firma, die unter seiner Leitung entscheidende Modernisierungen und Erweiterungen erfuhr. Sein Schwager Johann Georg Tanner wurde 1872 Signers Teilhaber. Sein Schwager Johann Martin Meyer erwarb mit Signers Hilfe 1879 eine Appretur in Herisau. Sein Halbbruder Albert Signer leitete in Horn eine 1888 von Signer erworbene Bleicherei. Ein weiterer Schwager, August Welti, besass eine Spinnerei bei Bischofszell.
Von 1862 bis 1867 war Signer Ratsherr. Er amtierte ab 1867 bis 1871 als Gemeinderichter. Von 1871 bis 1880 sass er im Ausserrhoder Grossrat. Er hatte den militärischen Grad eines Oberstleutnants inne.